# Mongeta tacada
La mongeta tacada (Phaseolus maculatus) és una espècie de planta lleguminosa del gènere Phaseolus nativa de Mèxic i del sud-est dels Estats Units des d'Arizona a Texas. Es fa servir sovint com a farratge per animals de granja i a més és una font genètica per induir resistència a les malalties a la mongeta de Lima (Phaseolus lunatus).